# Daduchuan (köpinghuvudort i Kina, Heilongjiang Sheng, lat 43,95, long 131,07)
Daduchuan är en köpinghuvudort i Kina. Den ligger i provinsen Heilongjiang, i den nordöstra delen av landet, omkring 400 kilometer sydost om provinshuvudstaden Harbin. Antalet invånare är 17 390. Befolkningen består av 8 264 kvinnor och 9 126 män. Barn under 15 år utgör 12,0 %, vuxna 15-64 år 77 %, och äldre över 65 år 9,0 %.
Runt Daduchuan är det ganska glesbefolkat, med 28 invånare per kvadratkilometer. Närmaste större samhälle är Dongning, 13,6 km norr om Daduchuan. Omgivningarna runt Daduchuan är en mosaik av jordbruksmark och naturlig växtlighet.
Genomsnittlig årsnederbörd är 987 millimeter. Den regnigaste månaden är juli, med i genomsnitt 198 mm nederbörd, och den torraste är januari, med 5 mm nederbörd.